# Vincetoxicum mozaffarianii
Vincetoxicum mozaffarianii är en oleanderväxtart som beskrevs av M. Zaeifi. Vincetoxicum mozaffarianii ingår i släktet tulkörter, och familjen oleanderväxter. Inga underarter finns listade i Catalogue of Life.